# Typhochlaena curumim
Espèce
Typhochlaena curumim est une espèce d'araignées mygalomorphes de la famille des Theraphosidae.

## Distribution
Cette espèce est endémique du Brésil. Elle se rencontre au Paraíba et au Rio Grande do Norte.

## Description

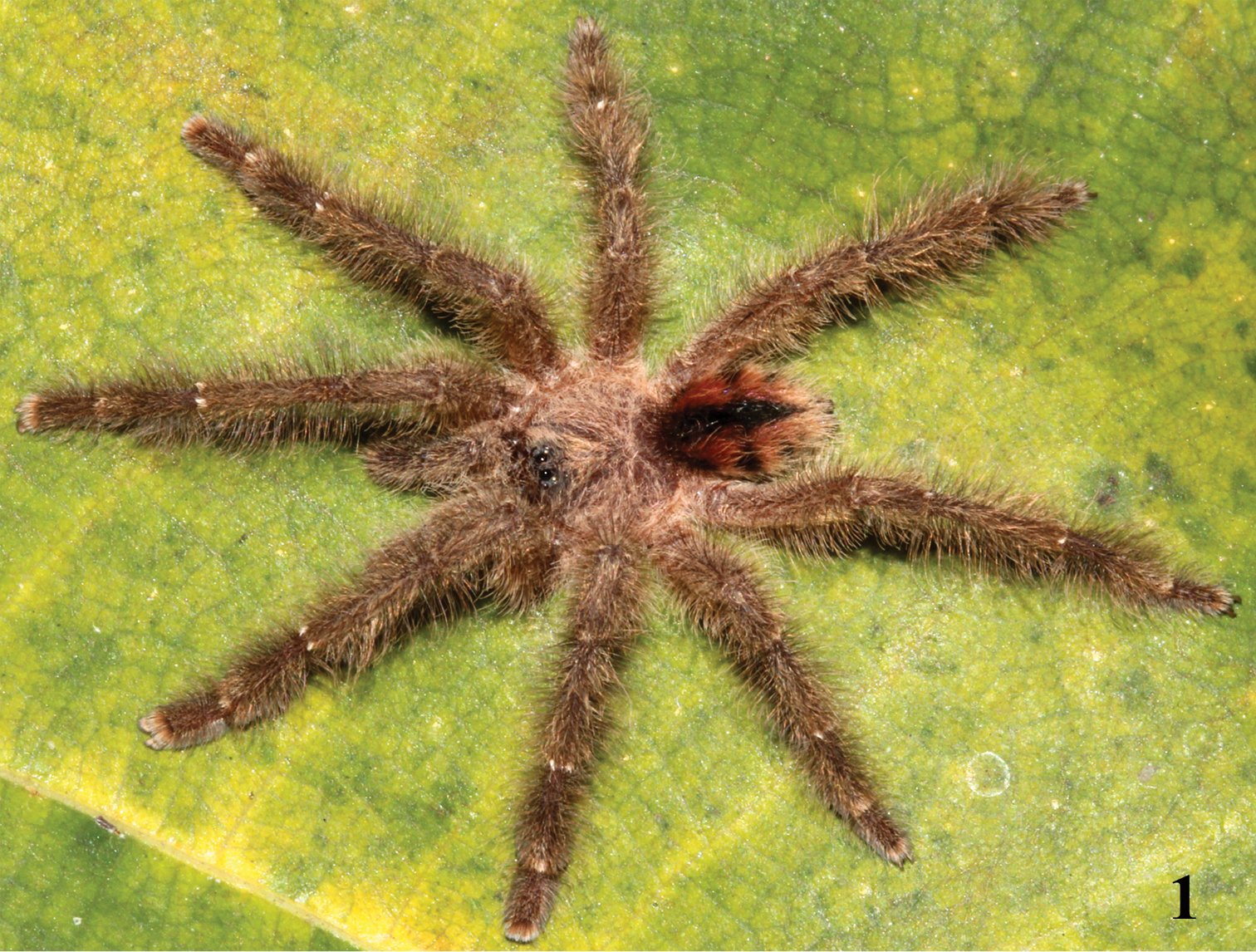
Typhochlaena curumim ♂

Le mâle décrit par Fukushima, Cardoso et Bertani en 2020 mesure 9,88 mm.

## Publication originale
- Bertani, 2012 : Revision, cladistic analysis and biogeography of Typhochlaena C. L. Koch, 1859, Pachistopelma Pocock, 1901 and Iridopelma Pocock, 1901 (Araneae, Theraphosidae, Aviculariinae). ZooKeys, no 230, p. 1-94 (texte intégral).